# Ромбола, Тони
То́ни Ромбо́ла (англ. Tony Rombola; род. 24 ноября 1964, Норвуд), Массачусетс, США) — гитарист и бэк-вокалист американской хеви-метал-группы Godsmack. Он также является гитаристом супергруппы Another Animal, сформированной в начале 2007 года.

## Биография
Тони Ромбола родился 24 ноября 1964 года в Норвуде (Массачусетс).
В детстве увлекался хоккеем. Мечтал стать байкером. Впервые взял в руки гитару в возрасте одиннадцати лет. Ромбола никогда не брал уроков игры на гитаре — он научился музицировать с помощью музыкальных журналов, таких как Guitar World.
В середине 1990-х годов Тони Ромбола повстречал Салли Эрну и Робби Меррилла из группы Godsmack. В то время Ромбола работал плотником и в составе местных групп исполнял кавер-версии песен таких групп, как Alice in Chains и Rage Against the Machine. В 1997 году Godsmack записал первый EP, который в 1998 году стал их дебютным альбомом. Альбом получил платиновый статус.

### Личная жизнь
Женат, у него трое приёмных детей.
В октябре 2018 года его сын Джоуи Фэй скоропостижно скончался в возрасте 34 лет, в связи с чем группа Godsmack отложила гастрольное турне по Европе, которое должно было начаться 29 октября 2018 года а Стокгольме.